# Ру, Франсуа Жоффруа
Франсуа́ Жоффруа́ Ру (фр. François Geoffroy Roux; 21 октября 1811 года, Марсель — 1882 года, там же) — французский художник-маринист, акварелист и рисовальщик.
Изображал главным образом морские корабли (в том числе авизо, посыльное судно «Le Renard»). Был официальным художником французского флота, начиная с 19 октября 1875 года. Это последний из художников известной марсельской семьи художников-маринистов Ру.